# Upperstructure
Upperstructure is een soort voicing waarbij drieklanken gespeeld worden (meestal op een piano) in een hoger register over een lager gelegen voicing. In de drieklank zijn zowel de diverse toevoegingen te vinden (bijvoorbeeld b9, 13 etc.), alsmede verdubbelingen van de noten die al aanwezig zijn in de lager gespeelde voicing die meestal met de linkerhand wordt gespeeld. Het is een van de methoden om zgn. two hand voicings te ontwikkelen. Upperstructures geven een volle klank en zijn hierdoor  geschikt om bijvoorbeeld een solist te begeleiden (compen) tijdens het improviseren. Zowel de linkerhand-voicing als de upperstructure kunnen in verschillende omkeringen worden gespeeld.
Er bestaan negen verschillende upperstructure akkoorden. Deze worden genoteerd met behulp van Romeinse cijfers, waarbij het cijfer de interval weergeeft tussen de grondtoon van het akkoord en de grondtoon van de drieklank die erboven wordt gespeeld. Voorbeeld: Als men een A drieklank over een B en een F (de terts en de septiem van G7) speelt dan noemt men dit upperstructure II. Als de drieklank een mineur drieklank is, wordt dit weergegeven met de toevoeging minor, bijvoorbeeld upperstructure #IV minor.
De meest gebruikte upperstructure akkoorden zijn :
- upperstructure II - bijvoorbeeld op C79 #11 13
- upperstructure bVI - bijvoorbeeld op C7b10 b13 / C7alt
- upperstructure VI - bijvoorbeeld op C7b9 13

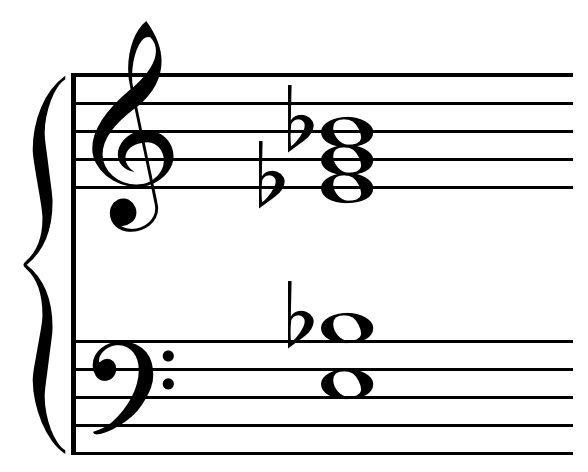
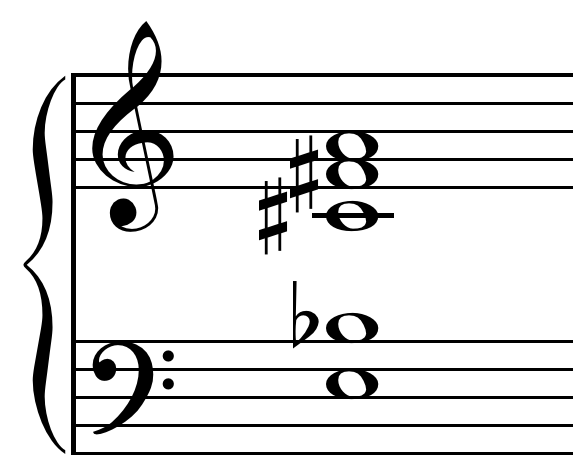